# Groupe quantique
En mathématiques, le terme de groupe quantique désigne un certain type d'algèbre généralement non commutative. Il a été utilisé pour la première fois par Vladimir Drinfeld en référence à des algèbres de Hopf déformées suivant un paramètre h ou q, et qui deviennent des algèbres enveloppantes d'algèbres de Lie lorsque q = 1 ou h = 0.
Les groupes quantiques interviennent en géométrie non commutative et en théorie des nœuds.

## Intuition et origine
Les groupes quantiques sont une structure construite comme la déformation de groupes compacts et d'algèbres de Lie semi-simples, qui sont des objets «rigides», autrement dit, qu'ils ne peuvent pas être «déformés». Pour ce faire, la déformation est appliquée à des structures plus larges, aux usages similaires, à savoir une algèbre de groupe ou une algèbre enveloppante universelle. Ces structures, elles, peuvent être déformées, bien que la déformation ne restera plus une algèbre de groupe ou une algèbre enveloppante. Plus précisément, la déformation peut être réalisée dans la catégorie des algèbres de Hopf qui ne sont pas obligées d'être commutatives ou cocommutatives. On peut considérer l'objet déformé comme une algèbre de fonctions sur un «espace non commutatif», dans l'esprit de la géométrie non commutative d' Alain Connes. Cette intuition est cependant venue après que des classes particulières de groupes quantiques aient déjà prouvé leur utilité dans l'étude de l'équation de Yang-Baxter quantique et de la méthode de diffusion inverse quantique développée par l'école de Leningrad (Ludwig Faddeev, Leon Takhtajan (en), Evgueni Sklianine (en), Nicolai Reshetikhin et Vladimir Korepine (en)) et des travaux connexes de l'école japonaise. L'intuition derrière la deuxième classe de groupes quantiques, les bicrossproducts, était différente et provenait de la recherche d'objets auto-duaux comme approche de la gravité quantique.

## Groupes quantiques de type Drinfeld–Jimbo
Une structure communément appelée « groupe quantique » est apparu dans les travaux de Vladimir Drinfeld et Michio Jimbo comme une déformation de l' algèbre enveloppante universelle d'une algèbre de Lie semi-simple ou, plus généralement, d'une algèbre de Kac–Moody, dans la catégorie des algèbres de Hopf. L'algèbre résultante possède une structure supplémentaire, ce qui en fait une algèbre de Hopf quasi-triangulaire.

### Définition
Soit A = (aij) la matrice de Cartan de l'algèbre de Kac–Moody, et soit q ≠ 0, 1 un nombre complexe. Le groupe quantique, Uq(G), où G est l'algèbre de Lie dont la matrice de Cartan est A, est défini comme l'algèbre associative unitaire de générateurs kλ (où λ est un élément du réseau des poids, c'est-à-dire 2(λ, αi)/(αi, αi) est un entier pour tout i), et ei et fi (pour les racines simples, αi), vérifiant les relations suivantes :
{\displaystyle {\begin{aligned}k_{0}&=1\\k_{\lambda }k_{\mu }&=k_{\lambda +\mu }\\k_{\lambda }e_{i}k_{\lambda }^{-1}&=q^{(\lambda ,\alpha _{i})}e_{i}\\k_{\lambda }f_{i}k_{\lambda }^{-1}&=q^{-(\lambda ,\alpha _{i})}f_{i}\\\left[e_{i},f_{j}\right]&=\delta _{ij}{\frac {k_{i}-k_{i}^{-1}}{q_{i}-q_{i}^{-1}}}&&k_{i}=k_{\alpha _{i}},q_{i}=q^{{\frac {1}{2}}(\alpha _{i},\alpha _{i})}\\\end{aligned}}}
Ainsi que les relations de q-Serre pour i ≠ j, qui sont des déformations des relations de Serre :
{\displaystyle {\begin{aligned}\sum _{n=0}^{1-a_{ij}}(-1)^{n}{\frac {[1-a_{ij}]_{q_{i}}!}{[1-a_{ij}-n]_{q_{i}}![n]_{q_{i}}!}}e_{i}^{n}e_{j}e_{i}^{1-a_{ij}-n}&=0\\[6pt]\sum _{n=0}^{1-a_{ij}}(-1)^{n}{\frac {[1-a_{ij}]_{q_{i}}!}{[1-a_{ij}-n]_{q_{i}}![n]_{q_{i}}!}}f_{i}^{n}f_{j}f_{i}^{1-a_{ij}-n}&=0\end{aligned}}}
où le q-factoriel, le q-analogue du factoriel ordinaire, est défini par récurrence en utilisant le q-nombre :
{\displaystyle {\begin{aligned}{[0]}_{q_{i}}!&=1\\{[n]}_{q_{i}}!&=\prod _{m=1}^{n}[m]_{q_{i}},&&[m]_{q_{i}}={\frac {q_{i}^{m}-q_{i}^{-m}}{q_{i}-q_{i}^{-1}}}\end{aligned}}}
Dans la limite où q → 1, ces relations tendent à retrouver les relations de l'algèbre enveloppante U(G), où
{\displaystyle k_{\lambda }\to 1,\qquad {\frac {k_{\lambda }-k_{-\lambda }}{q-q^{-1}}}\to t_{\lambda }}
avec tλ l'élément de la sous-algèbre de Cartan satisfaisant (tλ, h) = λ(h) pour tout h dans la sous-algèbre de Cartan.
Plusieurs coproduits coassociatifs pour lesquels ces algèbres sont des algèbres de Hopf existent, par exemple :
{\displaystyle {\begin{array}{lll}\Delta _{1}(k_{\lambda })=k_{\lambda }\otimes k_{\lambda }&\Delta _{1}(e_{i})=1\otimes e_{i}+e_{i}\otimes k_{i}&\Delta _{1}(f_{i})=k_{i}^{-1}\otimes f_{i}+f_{i}\otimes 1\\\Delta _{2}(k_{\lambda })=k_{\lambda }\otimes k_{\lambda }&\Delta _{2}(e_{i})=k_{i}^{-1}\otimes e_{i}+e_{i}\otimes 1&\Delta _{2}(f_{i})=1\otimes f_{i}+f_{i}\otimes k_{i}\\\Delta _{3}(k_{\lambda })=k_{\lambda }\otimes k_{\lambda }&\Delta _{3}(e_{i})=k_{i}^{-{\frac {1}{2}}}\otimes e_{i}+e_{i}\otimes k_{i}^{\frac {1}{2}}&\Delta _{3}(f_{i})=k_{i}^{-{\frac {1}{2}}}\otimes f_{i}+f_{i}\otimes k_{i}^{\frac {1}{2}}\end{array}}}
où l'ensemble des générateurs a été étendu, si nécessaire, pour inclure kλ où λ peut être exprimé comme la somme d'un élément du réseau de poids et d'un demi-élément du réseau de racines.
De plus, toute algèbre de Hopf en induit une autre avec un coproduit inversé T o Δ, où T est donné par T (x ⊗ y) = y ⊗ x, ce qui donne trois autres versions possibles.
La co-unité sur Uq (A) est le même pour tous ces coproduits : ε (kλ) = 1, ε (ei) = ε (fi) = 0. Les antipodes respectifs pour les coproduits ci-dessus sont donnés par les relations :
{\displaystyle {\begin{array}{lll}S_{1}(k_{\lambda })=k_{-\lambda }&S_{1}(e_{i})=-e_{i}k_{i}^{-1}&S_{1}(f_{i})=-k_{i}f_{i}\\S_{2}(k_{\lambda })=k_{-\lambda }&S_{2}(e_{i})=-k_{i}e_{i}&S_{2}(f_{i})=-f_{i}k_{i}^{-1}\\S_{3}(k_{\lambda })=k_{-\lambda }&S_{3}(e_{i})=-q_{i}e_{i}&S_{3}(f_{i})=-q_{i}^{-1}f_{i}\end{array}}}
Alternativement, le groupe quantique Uq (G) peut être considéré comme une algèbre sur le corps C(q), le corps de toutes les fonctions rationnelles d'une indéterminée q sur C.
De même, le groupe quantique Uq(G) peut être considéré comme une algèbre sur le corps Q(q), le corps de toutes les fonctions rationnelles d'une indéterminée q sur Q (voir ci-dessous dans la section sur les groupes quantiques à q = 0). Le centre du groupe quantique peut être décrit par un déterminant quantique.

### Théorie des représentations
Tout comme il existe de nombreux types de représentations différents pour les algèbres de Kac-Moody et leurs algèbres enveloppantes universelles, il existe de nombreux types de représentations différents pour les groupes quantiques.
Comme pour toutes les algèbres de Hopf, Uq(G) a une représentation adjointe sur elle-même en tant que module, l'action étant donnée par :
{\displaystyle \mathrm {Ad} _{x}\cdot y=\sum _{(x)}x_{(1)}yS(x_{(2)}),}
où
{\displaystyle \Delta (x)=\sum _{(x)}x_{(1)}\otimes x_{(2)}.}

#### Cas 1:qn'est pas une racine de l'unité
Un type important de représentation est une représentation des poids, et le module correspondant est appelé module de poids. Un module de poids est un module avec une base de vecteurs de poids. Un vecteur de poids est un vecteur v non nul tel que kλ · v = dλv pour tout λ, où les dλ sont des nombres complexes pour tous les poids λ tels que :
{\displaystyle d_{0}=1,}
{\displaystyle d_{\lambda }d_{\mu }=d_{\lambda +\mu },} pour tous poids λ et μ.
Un module de poids est dit intégrable si les actions de ei et fi sont localement nilpotentes (c'est-à-dire que pour tout vecteur v dans le module, il existe un entier positif k, éventuellement dépendant de v, tel que {\displaystyle e_{i}^{k}.v=f_{i}^{k}.v=0} pour tout i). Dans le cas de modules intégrables, les nombres complexes dλ associés à un vecteur de poids satisfont {\displaystyle d_{\lambda }=c_{\lambda }q^{(\lambda ,\nu )}},[réf. nécessaire] où ν est un élément du réseau de poids, et c λ sont des nombres complexes tels que
- {\displaystyle c_{0}=1,}
- {\displaystyle c_{\lambda }c_{\mu }=c_{\lambda +\mu },} pour tous poids λ et μ,
- {\displaystyle c_{2\alpha _{i}}=1} pour tout i.

Les représentations de plus haut poids et les modules de plus haut poids correspondants présentent un intérêt particulier. Un module de plus haut poids est un module engendré par un vecteur de poids v, soumis à kλ · v = dλv pour tous les poids μ, et tel que ei · v = 0 pour tout i. De même, un groupe quantique peut avoir une représentation de poids le plus faible et un module de poids le plus faible, c'est-à-dire un module engendré par un vecteur de poids v, soumis à kλ · v = dλv pour tous les poids λ, et fi · v = 0 pour tout i.
Un vecteur v possède un poids ν si {\displaystyle k_{\lambda }\cdot v=q^{(\lambda ,\nu )}v} pour tous les λ dans le réseau de poids.
Si G est une algèbre de Kac–Moody, alors pour toute représentation irréductible de plus haut poids ν de Uq(G), les multiplicités des poids sont égales aux multiplicités dans une représentation irréductible de U(G) avec le même plus haut poids. Si le plus haut poids est dominant et intégral (un poids μ est dominant et intégral si μ satisfait la condition que {\displaystyle 2(\mu ,\alpha _{i})/(\alpha _{i},\alpha _{i})} est un entier non négatif pour tout i), alors le spectre de poids de la représentation irréductible est invariant sous le groupe de Weyl pour G, et la représentation est intégrable.
Réciproquement, si un module de plus haut poids est intégrable, alors son vecteur de plus haut poids v satisfait {\displaystyle k_{\lambda }\cdot v=c_{\lambda }q^{(\lambda ,\nu )}v}, où cλ · v = dλv sont des nombres complexes tels que :
- {\displaystyle c_{0}=1,}
- {\displaystyle c_{\lambda }c_{\mu }=c_{\lambda +\mu },} pour tous poids λ et μ,
- {\displaystyle c_{2\alpha _{i}}=1} pour tout i,

et ν est dominant et intégral.
Comme pour toute algèbre de Hopf, le produit tensoriel de deux modules est un autre module. Pour un élément x de Uq(G), et pour les vecteurs v et w dans les modules respectifs, x ⋅ (v ⊗ w) = Δ(x) ⋅ (v ⊗ w), de sorte que {\displaystyle k_{\lambda }\cdot (v\otimes w)=k_{\lambda }\cdot v\otimes k_{\lambda }.w}, et dans le cas du coproduit Δ1, {\displaystyle e_{i}\cdot (v\otimes w)=k_{i}\cdot v\otimes e_{i}\cdot w+e_{i}\cdot v\otimes w} et {\displaystyle f_{i}\cdot (v\otimes w)=v\otimes f_{i}\cdot w+f_{i}\cdot v\otimes k_{i}^{-1}\cdot w.}
Le module de plus haut poids intégrable décrit ci-dessus est un produit tensoriel d'un module unidimensionnel (sur lequel kλ = cλ pour tout λ, et ei = fi = 0 pour tout i) et d'un module de plus haut poids généré par un vecteur v0 non nul, sous réserve de {\displaystyle k_{\lambda }\cdot v_{0}=q^{(\lambda ,\nu )}v_{0}} pour tous les poids λ, et {\displaystyle e_{i}\cdot v_{0}=0} pour tout i.
Dans le cas spécifique où G est une algèbre de Lie de dimension finie (vue comme cas particulier d'une algèbre de Kac–Moody), alors les représentations irréductibles avec les poids intégraux dominants les plus élevés sont également de dimension finie.
Dans le cas d'un produit tensoriel de modules de poids les plus élevés, sa décomposition en sous-modules est la même que pour le produit tensoriel des modules correspondants de l'algèbre de Kac–Moody (les poids les plus élevés sont les mêmes, ainsi que leurs multiplicités).

### Quasitriangularité

#### Cas 1:qn'est pas une racine de l'unité
Strictement parlant, le groupe quantique Uq(G) n'est pas quasi-triangulaire, mais il peut être considéré comme étant « presque quasi-triangulaire » dans la mesure où il existe une somme formelle infinie qui joue le rôle d'une matrice R. Cette somme infinie formelle est exprimable en termes de générateurs ei et fi, et de générateurs de Cartan tλ, où kλ est formellement identifié à qtλ. La somme formelle infinie est le produit de deux facteurs,[réf. nécessaire]
{\displaystyle q^{\eta \sum _{j}t_{\lambda _{j}}\otimes t_{\mu _{j}}}}
et une somme infinie formelle, où λj est une base pour l'espace dual de la sous-algèbre de Cartan, et μj est la base duale, et η = ±1.
La somme infinie formelle qui joue le rôle de la matrice R a une action bien définie sur le produit tensoriel de deux modules irréductibles de plus haut poids, et aussi sur le produit tensoriel de deux modules de poids le plus faible. Plus précisément, si v a un poids α et w a un poids β, alors
{\displaystyle q^{\eta \sum _{j}t_{\lambda _{j}}\otimes t_{\mu _{j}}}\cdot (v\otimes w)=q^{\eta (\alpha ,\beta )}v\otimes w,}
et le fait que les modules soient tous deux des modules de plus haut poids ou tous deux des modules de poids le plus faible réduit l'action de l'autre facteur sur v ⊗ W à une somme finie.
Plus précisément, si V est un module de poids le plus élevé, alors la somme infinie formelle, R, a une action bien définie et inversible sur V ⊗ V, et cette valeur de R (en tant qu'élément de End( V ⊗ V )) vérifie l' équation de Yang–Baxter, et nous permet donc de déterminer une représentation du groupe de tresses, et de définir des quasi-invariants pour les nœuds, les entrelacs et les tresses.

## Groupes quantiques compacts de matrices
SL Woronowicz a introduit les groupes quantiques à matrice compacte. Les groupes quantiques à matrice compacte sont des structures abstraites sur lesquelles les « fonctions continues » sur la structure sont données par des éléments d'une C*-algèbre. La géométrie d'un groupe quantique à matrice compacte est un cas particulier de géométrie non commutative.
Les fonctions continues à valeurs complexes sur un espace topologique de Hausdorff compact forment une C*-algèbre commutative. D'après le théorème de Gelfand, une C*-algèbre commutative est isomorphe à la C*-algèbre des fonctions continues à valeurs complexes sur un espace topologique de Hausdorff compact, et l'espace topologique est déterminé de manière unique par la C*-algèbre à homéomorphisme près.
Pour un groupe topologique compact, G, il existe un homomorphisme de C*-algèbre Δ : C(G) → C(G) ⊗ C(G) (où C(G) ⊗ C(G) est le produit tensoriel de C*-algèbre - la complétion du produit tensoriel algébrique de C(G) et C(G)), tel que Δ(f)(x, y) = f (xy) pour tout f ∈ C (G), et pour tout x, y ∈ G (où (f ⊗ g)(x, y) = f (x) g (y) pour tout f, g ∈ C(G) et tout x, y ∈ G). Il existe également une application multiplicative linéaire κ : C(G) → C(G), telle que κ(f)(x) = f (x−1) pour tout f ∈ C(G) et tout x ∈ G. Strictement parlant, cela ne fait pas de C(G) une algèbre de Hopf, à moins que G soit fini. D'autre part, une représentation de dimension finie de G peut être utilisée pour générer une *-sous-algèbre de C(G) qui est également une *-algèbre de Hopf. Plus précisément, si {\displaystyle g\mapsto (u_{ij}(g))_{i,j}} est une représentation n- dimensionnelle de G, alors pour tout i, j uij ∈ C ( G ) et
{\displaystyle \Delta (u_{ij})=\sum _{k}u_{ik}\otimes u_{kj}.}
Il s'ensuit que l'*-algèbre engendrée par uij pour tout i, j et κ (uij) pour tout i, j est une *-algèbre de Hopf : l'unité est déterminée par ε(uij) = δij pour tout i, j (où δ ij est le delta de Kronecker), l'antipode est κ, et l'unité est donnée par la formule :
{\displaystyle 1=\sum _{k}u_{1k}\kappa (u_{k1})=\sum _{k}\kappa (u_{1k})u_{k1}.}

### Définition générale
En général, un groupe quantique matriciel compact est défini comme une paire (C, u), où C est une C*-algèbre et {\displaystyle u=(u_{ij})_{i,j=1,\dots ,n}} est une matrice avec des entrées en C telle que :
- La *-sous-algèbre, C0, de C, qui est engendrée par les éléments de matrice de u, est dense dans C ;

- Il existe un homomorphisme de C*-algèbre appelé comultiplication Δ : C → C ⊗ C (où C ⊗ C est le produit tensoriel de C*-algèbre - la complétion du produit tensoriel algébrique de C et C) tel que pour tout i, j on ait :

{\displaystyle \Delta (u_{ij})=\sum _{k}u_{ik}\otimes u_{kj}}
- Il existe une application antimultiplicative linéaire κ : C 0 → C 0 (le coinverse) telle que κ ( κ ( v *)*) = v pour tout v ∈ C0 et

{\displaystyle \sum _{k}\kappa (u_{ik})u_{kj}=\sum _{k}u_{ik}\kappa (u_{kj})=\delta _{ij}I,}
Où I est l'élément neutre de C. Puisque κ est antimultiplicatif, alors κ (vw) = κ (w)κ(v) pour tout v, w dans C0.
Par continuité, la comultiplication sur C est coassociative.
En général, C n'est pas une bialgèbre et C 0 est une *-algèbre de Hopf.
De manière informelle, C peut être considéré comme l'algèbre * des fonctions continues à valeurs complexes sur le groupe quantique à matrice compacte, et u peut être considéré comme une représentation de dimension finie du groupe quantique à matrice compacte.

### Représentations
Une représentation du groupe quantique à matrice compacte est donnée par une coréprésentation de l'*-algèbre de Hopf (une coréprésentation d'une coalgèbre coassociative counitaire A est une matrice carrée {\displaystyle v=(v_{ij})_{i,j=1,\dots ,n}} avec des entrées dans A (donc v appartient à M(n, A)) tel que
{\displaystyle \Delta (v_{ij})=\sum _{k=1}^{n}v_{ik}\otimes v_{kj}}
pour tout i, j et ε (vij) = δij pour tout i, j). De plus, une représentation v est dite unitaire si la matrice pour v est unitaire (ou de manière équivalente, si κ( v ij ) = v* ij pour tout i, j ).

### Exemple
Un exemple de groupe quantique matriciel compact est SUμ(2), où le paramètre μ est un nombre réel positif. Donc SUμ (2) = (C(SUμ(2)), u), où C(SUμ(2)) est la C*-algèbre engendrée par α et γ, vérifiant :
{\displaystyle \gamma \gamma ^{*}=\gamma ^{*}\gamma ,}
{\displaystyle \alpha \gamma =\mu \gamma \alpha ,}
{\displaystyle \alpha \gamma ^{*}=\mu \gamma ^{*}\alpha ,}
{\displaystyle \alpha \alpha ^{*}+\mu \gamma ^{*}\gamma =\alpha ^{*}\alpha +\mu ^{-1}\gamma ^{*}\gamma =I,}
et
{\displaystyle u=\left({\begin{matrix}\alpha &\gamma \\-\gamma ^{*}&\alpha ^{*}\end{matrix}}\right),}
de sorte que la comultiplication soit déterminée par ∆(α) = α ⊗ α − γ ⊗ γ*, ∆(γ) = α ⊗ γ + γ ⊗ α*, et le coinverse par κ(α) = α*, κ(γ) = −μ −1 γ, κ(γ*) = −μγ*, κ(α*) = α. À noter que u est bien une représentation, mais pas unitaire. u est équivalent à la représentation unitaire
{\displaystyle v=\left({\begin{matrix}\alpha &{\sqrt {\mu }}\gamma \\-{\frac {1}{\sqrt {\mu }}}\gamma ^{*}&\alpha ^{*}\end{matrix}}\right).}
De manière équivalente, SUμ(2) = (C(SUμ(2)), w), où C(SUμ(2)) est la C*-algèbre générée par α et β, sous réserve de
{\displaystyle \beta \beta ^{*}=\beta ^{*}\beta ,}
{\displaystyle \alpha \beta =\mu \beta \alpha ,}
{\displaystyle \alpha \beta ^{*}=\mu \beta ^{*}\alpha ,}
{\displaystyle \alpha \alpha ^{*}+\mu ^{2}\beta ^{*}\beta =\alpha ^{*}\alpha +\beta ^{*}\beta =I,}
et
{\displaystyle w=\left({\begin{matrix}\alpha &\mu \beta \\-\beta ^{*}&\alpha ^{*}\end{matrix}}\right),}
de sorte que la comultiplication soit déterminée par ∆(α) = α ⊗ α − μβ ⊗ β*, Δ(β) = α ⊗ β + β ⊗ α*, et la coinverse par κ(α) = α*, κ(β) = −μ−1β, κ(β*) = −μβ*, κ(α*) = α. Notez que w est une représentation unitaire. Les réalisations peuvent être identifiées en assimilant {\displaystyle \gamma ={\sqrt {\mu }}\beta }.
Lorsque μ = 1, alors SUμ(2) est égal à l'algèbre C(SU(2)) des fonctions sur le groupe compact concret SU(2).

## Intérêt des groupes quantiques en physique
Les groupes quantiques apparaissent comme symétries de certains problèmes physiques. En particulier, les groupes quantiques apparaissent dans des problèmes de physique possédant initialement une symétrie de groupe de Lie, mais qui a été brisée.

### Uq(sl2) comme symétrie de la chaîne de spins XXZ[1]
Les chaînes de spins (en) sont des cas simples de systèmes intégrables quantiques. Le modèle de Heisenberg quantique est un modèle physique de chaîne de spins à une dimension quantique. Le cas le plus simple, la chaîne XXX à trois dimensions isotropes de spin vérifie une symétrie SU(2) globale.
Le modèle partiellement anisotrope, dit XXZ, où l'une des directions de spins est singularisée, brise cette symétrie. Pour certaines conditions aux limites il est possible d'écrire le hamiltonien du système en termes de représentations des opérateurs de l'algèbre de Temperley-Lieb (en) qui commutent avec le groupe quantique Uq(sl2), pour une valeur de q liée aux paramètres du modèle.
Dans ce cas l'espace de Hilbert des états se décompose en termes de représentations de Uq(sl2) et de l'algèbre Temperley-Lieb. Cela permet de calculer explicitement des observables physiques, comme des fonctions de corrélation ou des charges centrales, par une méthode analogue au bootstrap conforme.